# والتر مور (لاعب كرة قدم)
والتر مور (بالإنجليزية: Walter Moore)‏ هو لاعب كرة قدم غياني، ولد في 1 سبتمبر 1984 في جورج تاون في غيانا. شارك مع منتخب غيانا لكرة القدم. أما مع النوادي، فقد لعب مع كاليدونيا إي آي إي ونجوم الشمال الشرقي.

## وصلات خارجية
- والتر مور على موقع قاعدة بيانات كرة القدم.إي يو (الإنجليزية)
- والتر مور على موقع ناشيونال فوتبول تيمز (الإنجليزية)
- والتر مور على موقع Soccerway.com (الإنجليزية)